# Étienne de Tournai
Étienne de Tournai, latinizado como Stephanus Tornacensis (Orleans, 18 de febrero de 1128 - Tournai, Bélgica, 1203), canónigo regular de San Víctor, hombre de letras, escritor espiritual y jurista influyente. Abad de Santa Genoveva de París, fue elegido obispo de Tournai en 1191. Allí vivió hasta su muerte en 1203.

## Biografía
Nacido en Orleans, hizo allí excelentes estudios de letras, y de Derecho en la Universidad de Bolonia (1145-1150). Hacia 1155 se convirtió en canónigo regular victoriano en Saint-Euverte (Orleáns) del cual fue nombrado abad en 1167. Más tarde, desde 1176, dirigió la abadía de Santa Genoveva de París. Fue elegido obispo de Tournai en 1191. Como tal puso sus conocimientos jurídicos al servicio de la diócesis y resultó un buen administrador, reformador celoso de la disciplina eclesiástica; defendió igualmente los derechos de la Iglesia contra las tentaciones del poder regalista, en particular de Felipe II de Francia.
Dio gran preeminencia a la vida religiosa, en particular a la monástica, estimando que solo los grandes órdenes formarían el cuadro adecuado para una vida regular, sólida y austera en una formación eclesiástica. Pero a pesar de esto admitió que se pasase fácilmente de una orden a otra. Escribió una larga carta a un amigo que tras cuarenta años de vida activa decidió hacerse ermitaño. Lamentó la pérdida de un colaborador, pero hizo un gran elogio de la vida del ermitaño.

## Obra
Coincidiendo con el final de la Querella de las investiduras, Étienne expresa de esta manera la idea dual que concilia la dicotomía papado-imperio:

En la misma ciudad, bajo el mismo rey, hay dos pueblos y para uno y otro pueblo dos vidas distintas, para una y otra vida dos gobiernos, para uno y otro gobierno una doble jurisdicción. La ciudad es la Iglesia, el rey es Cristo. Los dos pueblos son los dos órdenes de los clérigos y los laicos, las dos vidas son la espiritual y la carnal, los dos gobiernos el sacerdocio y el imperio, la doble jurisdicción el derecho divino y el humano. Dad a cada un lo que le corresponde y todo el conjunto estará en equilibrio.
 Esteban de Tournai: Summa de Decretis proemium (s. XII) P. L. CCXI.

- Summa Decreti, publicado en la Patrología latina de Migne (Vol. 211, col.575-580). Permite comparar las ideas jurídicas de las Universidades de París y Bolonia.
- Epístolas. (Patrología latina, Vol. 211, col.309-561).
- Sermones (una sesentena) (Patr. Lat. vol. 211, col. 567-574).